# She (canción de Charles Aznavour)
«She» (en español, Ella) es una canción de Charles Aznavour, cara A del sencillo extraído del álbum A Tapestry of Dreams lanzado en 1974. La canción se adaptará a varios idiomas. Sobre su propia música, Charles Aznavour firma la letra de la versión francesa : «Tous les visages de l'amour». La letra de la versión británica original fue firmada, en cuanto a ellas, por Herbert Kretzmer. El sencillo disfrutó de un éxito internacional y vendió un millón de copias en todo el mundo. Al mismo tiempo, el título se convirtió en el mayor éxito de Charles Aznavour en el Reino Unido y ascendió al número uno en ventas 17 días después de su llegada a las listas. También se clasificó en los EE. UU. en Billboard Top 50 Easy Listening, una clasificación basada en las ventas minoristas nacionales y la transmisión de radio.
Esta canción volverá al frente del escenario en 1999 como parte de la banda sonora de la película Notting Hill. Esta versión será grabada por Elvis Costello y producida por Trevor Jones. 

## Listas
"She" – 7" 45 rpm registro
1. "She" – 2:50
2. "La barraka" – 2:45

1. "Lei"
2. "La barraka"

"She" (Relanzamiento de 1999) – CD solo
1. "She (Tous les visages de l'amour)" – 2:52
2. "I Didn't See the Time Go By (Je n'ai pas vu le temps passer)" – 3:31

## Versiones

### Elvis Costello
Elvis Costello grabó una versión de cubierta de la canción en 1999 para la banda sonora de la película Notting Hill. Esta versión de la canción alcanzó el lugar 19 en el Reino Unido, dando a Costello su primer acceso a las 20 mejores canciones en el Reino Unido en 16 años.

#### Listas
2-pista CD solo – Europa (1999)
1. "She" – 3:10
2. "Painted from Memory" – 4:12

1. "She" – 3:08
2. "This House Is Empty Now" – 5:11
3. "What's Her Name Today?" – 4:11

CD solo – Reino Unido (1999)
1. "She" – 3:08
2. "Painted from Memory – 4:14
3. "The Sweetest Punch" – 4:09

| Gráfico (1999)                  | Peakposition |
| ------------------------------- | ------------ |
| Canadá Adult Contemporary (RPM) | 90           |

### Laura Pausini
La cantante italiana Laura Pausini también interpretó en lengua italiana la canción, titulada "She (Uguale un lei)". La canción fue grabada para la empresa Barilla, para un spot de televisión. Las letras de la canción estuvieron adaptadas por Pausini, y por lo tanto es diferente de las letras de Aznavour de la versión de lengua italiana.
También fue publicada en digital el 8 de marzo de 2006, pero no se ha presentado en ningún álbum de estudio. Incluso así, Pausini grabó una versión nueva de la canción, incluido en su álbum de éxitos 20 - Grandes Éxitos.

### Il Divo
Il Divo interpretó e incluyó la canción en su álbum The Promise de 2008, en los idiomas italiano-español.

### Otras versiones
La canción ha sido grabada por muchos artistas diferentes sobre los años 90. Las versiones más notables incluyen:
- Péter Máté creó una versión húngara de la canción. El primer récord que contenía este solo salió al aire después de su muerte.[14]
- Dave Stewart y Sala de Terry  cortos-proyecto vivido Vega tuvo un hit de Reino Unido menor con la canción en 1992, llegando al número 43 en el Reino Unido Singles Gráfico.[15]
- El cantante israelí Matti Caspi sacó una versión hebrea de la canción en 2005.[16]
- El ícono del rock argentino Palo Pandolfo publicó una versión en español en su disco Antojo de 2004.
- El dúo español Chez Luna publicó una versión en su álbum "Chez Cinema" de 2016.